# Isle of Jura
Isle of Jura (рус. Айл оф Джура англ. «Остров Джура») — солодовый шотландский островной виски, производимый на одноимённой винокурне, расположенной на острове Джура, Шотландия.
Перегонные кубы 2 x wash still и 2 x spirit still.
Производительность ежегодно 2 500 000 литров

## Хронология
- 1810 — Основание винокурни
- 1875 — James Ferguson & Sons покупает и ремонтирует винокурню
- 1884 — Реконструкция винокурни
- 1963 — Реконструирована (скорее заново отстроена) компанией Jura Distillery Co. Ltd (Mackinlay McPherson Ltd часть Scottish & Newcastle Breweries)
- 1978 — Количество кубов увеличено с 2 до 4
- 1994 — Куплена компанией Whyte & Mackay
- 1996 — Переходит к JBB (Greater Europe)
- 2001 — Снова в собственности Whyte & Mackay

## История
Согласно некоторым источникам, Isle of Jura могла быть самой старой шотландской винокурней. Информация о первой дистилляции относится к XVI веку. Винокурня переименовывалась несколько раз. Первоначально она называлась Caol’nan Eileanm Craighouse, затем Small Isles, потом Lagg.
Первый известный владелец — Уильям Аберкромби, который получил лицензию в 1831 г. Со следующего года завод управлялся Арчибальдом Флечером в течение приблизительно 20 лет. Предприятие принадлежало нескольким владельцам в течение XIX века. Последним в этом списке был Джеймс Фергасон.
Решение правительства о сборе налога за все здания подтолкнуло семейство Фергассон переместить всё производство в Глазго. Этого оказалось недостаточно, и правительство продолжало их преследовать. Но Фергассоны были умными людьми, и они знали, что налоговый закон не применялся к зданиям без крыши. Решение проблемы пришло в голову быстро: они возвратились и демонтировали крыши винокурни.
Будучи закрытой в течение приблизительно 40 лет между 1914 и 1958 годами, винокурня была полностью восстановлена с финансовой помощью Scottish & Newcastle Breweries. Производственное здание было построено известным архитектором Делмом Эвансом (англ. Delme Evans), который также строил винокурню Glenallachie. Эванс умер 6 октября 2003, в возрасте 83 лет. Винокурней выпущена лимитированная версия виски, посвящённая этому человеку — Delme Evans Special Edition.
Scottish & Newcastle Breweries продала винокурню в 1985 году компании Invergordon Distillers, которая стала частью White & Mackay в 1994 году.
Whyte & Mackay стала называться Kyndal Spirits в 2001 году. С 2003 это — одна из ключевых винокурен компании Kyndal Spirits Ltd. изменившая своё название на Whyte and Mackay Ltd в этом же 2003 году. Винокурня выпускает лёгкий и не торфяной виски. Но как всегда есть исключения это тяжёлый и копчёный «Superstition» и лимитированная версия «1999 Heavily Peated».

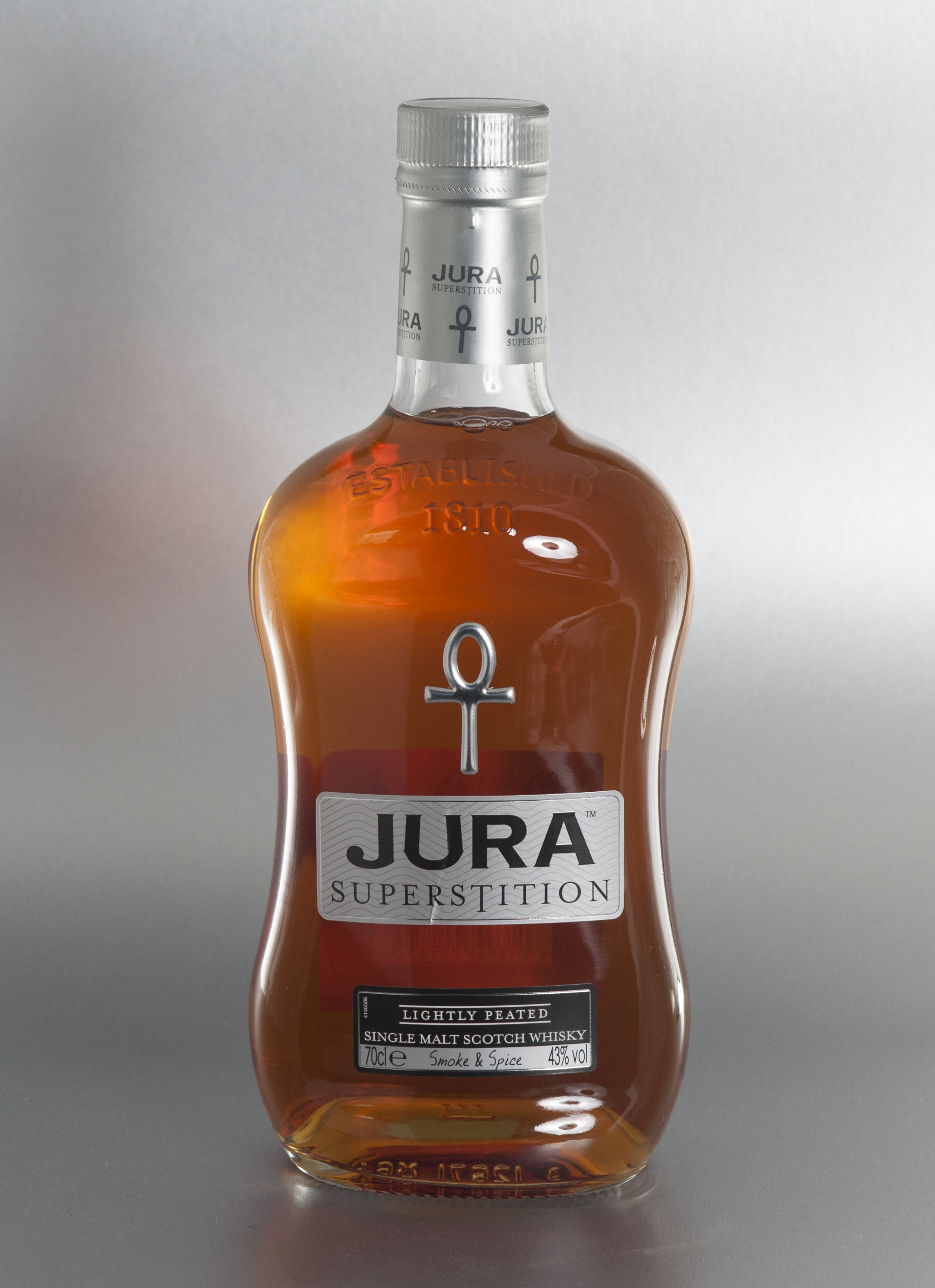

## Классическая гамма
- Isle of Jura "Journey" Single Malt Whisky
- Isle of Jura 10 years "Origin" Single Malt Whisky
- Isle of Jura 12 years "Superstition" Single Malt Whisky
- Isle of Jura 16 years "Diurachs own" Single Malt Whisky
- Isle of Jura 18 years "Prophecy" Single Malt Whisky (Выдержан в бочках из белого американского дуба и из-под хереса Олоросо)

## Лимитированные специальные выпуски
- Isle of Jura 21 years Single Malt Whisky (Произведён в 1984 году в честь романа-антиутопии Джорджа Оруэлла «1984», который он написал на этом острове);
- Isle of Jura 1999 Heavily Peated Single Malt Whisky (Лимитированный выпуск специально для фестиваля яхт Crinan Classic Boat Festival 2007 года. Выдержан в бочках из белого американского дуба и в 2004 году перелит, и довыдержан в бочках из-под хереса — Oloroso Vina 2a Sherry butt, известного производителя Gonzalez Byass;
- Isle of Jura «The Delme Evans Special Edition» Single Malt Whisky (Лимитированный выпуск в честь Билла Дельме Эванса — одного из владельцев винокурни. Произведён в 1988 году, выдержан в бочках из белого американского дуба и довыдержан в бочках из-под хереса Oloroso Sherry butt);
- Isle of Jura 40 years Single Malt Whisky (Выдержан в бочках из белого американского дуба);
- Isle of Jura 1974 Vintage Single Malt Whisky (Всего произведено 648 бутылок);
- Isle of Jura 15 years Single Malt Whisky Limited Edition Bottling: Jura Paps — «Beinn Shiantaidh» (Выдержан в бочке из-под Бароло, всего выпущено 1366 бутылок);
- Isle of Jura 15 years Single Malt Whisky Limited Edition Bottling: Jura Paps — «Beinn A’ Chaolais» (Выдержан в бочке из-под сухого вина, произведённого из винограда сорта Каберне совиньон, всего выпущено 1366 бутылок);
- Isle of Jura 15 years Single Malt Whisky Limited Edition Bottling: Jura Paps — «Beinn An Oir» (Выдержан в бочке из-под сухого вина, произведённого из винограда сорта Пино нуар, всего выпущено 1366 бутылок);
- Isle of Jura 1999 Vintage Single Malt Whisky Limited Edition Bottling: Jura Elements — «Earth» (Всего произведено 840 бутылок);
- Isle of Jura 1998 Vintage Single Malt Whisky Limited Edition Bottling: Jura Elements — «Fire» (Выдержан в бочках из-под кентуккийкого бурбона. Всего произведено 684 бутылки);
- Isle of Jura 1993 Vintage Single Malt Whisky Limited Edition Bottling: Jura Elements — «Air» (Выдержан в бочках из-под хереса Манцанилла. Всего произведено 768 бутылок);
- Isle of Jura 1989 Vintage Single Malt Whisky Limited Edition Bottling: Jura Elements — «Water» (Вода для производства этого виски была взята из озера Loch a’ Bhaile-Mhargaidh, известная среди местных жителей, как «живая». Всего произведено 624 бутылки).